# Poça da Barca
A Poça da Barca é um lugar no extremo norte da cidade de Vila do Conde, que faz fronteira com a cidade da Póvoa de Varzim e pertencente à paróquia das Caxinas, assim como, Casal do Monte, Portas Fronhas, Alto de Pêga e Regufe(capela de São Brás). O lugar foi povoado por pescadores oriundos da Póvoa de Varzim desde o século XVIII e continua bastante ligado à Póvoa de Varzim. A administração esteve para ser concedida à Póvoa de Varzim, mas continua até hoje no município de Vila do Conde.
Em 1858 sugere-se a criação da nova freguesia na Póvoa de Varzim que inclua o Bairro Sul e os lugares de Poça da Barca, Regufe e Gandarinha, até ao limite de Poça da Barca com as Caxinas, onde está hoje a capela do Senhor dos Navegantes, lugares no termo de Vila do Conde. Foi nomeada uma comissão que com outra de Vila do Conde, apresentaria o projecto. A 15 de Março de 1858, um ofício do Governo Civil refere para que a Póvoa troque os lugares de Cerca e Quintela de Argivai (por serem contíguos a Vila do Conde), pelos de Poça da Barca e Regufe. No entanto, no dia seguinte um novo ofício declara lesiva para Vila do Conde tal anexação, se não se derem os lugares de Cerca e Quintela. Os moradores da Poça da Barca também haviam requerido a anexação à Póvoa. No dia 17, a câmara da Póvoa aceita ceder os ditos lugares ficando com o território até ao cruzeiro da Areia (hoje Igreja Senhor dos Navegantes), no entanto, a alteração administrativa não se fez até hoje.